# Joseph LoDuca
Joseph LoDuca (n. 1958, Detroit, Michigan, SUA) este un compozitor american de televiziune și partituri de film, cel mai bine cunoscut pentru munca sa scriind partituri de televiziune pentru serialele Spartacus , Leverage , Hercules: The Legendary Journeys , Xena: Warrior Princess , Young Hercules , serialele TV The Librarians , American Gothic și Jack of All Trades. Inițial un chitarist de jazz desăvârșit în zona Detroit (MI, SUA), LoDuca oferă frecvent muzică producătorului/regizorului Robert Tapert , producătorului/regizorului Sam Raimi , producătorului/regizoruluiFilmele și serialele lui Dean Devlin și actorului Bruce Campbell. Înainte de a lucra la The Evil Dead, primul său film, a lansat un LP de jazz intitulat Glisten.
Palmaresul lui LoDuca include 2 premii Primetime Emmy, 11 nominalizări la Primetime Emmy și recunoașteri „Most Performed Underscore” de la ASCAP timp de patru ani consecutivi. A obținut o nominalizare la premiul César ; Meilleure Musique Écrite Pour Un Film (Cea mai bună muzică) și o nominalizare la Premiul Saturn  pentru filmul internațional francez Brotherhood of the Wolf, precum și a fost apreciat drept „Compozitorul anului de film de groază” pentru partitura sa pentru Army of Darkness .
LoDuca a fost nominalizat și a câștigat premiul Emmy în 2009 pentru cea mai bună compoziție muzicală pentru o serie pentru muzica sa din Legend of the Seeker . 
LoDuca a cântat într-o trupă rock în adolescență, înainte de a studia literatura și compoziția la Universitatea din Michigan și Wayne State University⁠(en)[traduceți]. El a susținut că preferă compoziția, pentru că îi permitea „să alerge printre discipline fără să fie prins”.

## Lucrări alese
- The Evil Dead (1981) (Film) (ca Joe LoDuca)
- Evil Dead II (1987) (Film)
- Army of Darkness (1992) (Film)
- M.A.N.T.I.S (1994-1995) (serial TV)
- Hercules: The Legendary Journeys (1994–2000) (serial TV)
- Xena: Warrior Princess (1995–2001) (TV series)
- American Gothic (1995) (serial TV)
- Hercules and Xena - The Animated Movie: The Battle for Mount Olympus (1998) (Video)
- Young Hercules (1998-1999) (TV series)
- Jack of All Trades (2000) (serial TV)
- Cleopatra 2525 (2000) (TV series)
- Brotherhood of the Wolf (Le Pacte Des Loups) (2001) (Film)
- He-Man and the Masters of the Universe (2002 TV series)
- Saint Ange (House of Voices) (2004) (Film)
- The Triangle (2005) (Miniserial TV)
- Boogeyman (2005) (Film)
- Man with the Screaming Brain (2005) (Film)
- My Name Is Bruce (2007) (Film)
- The Messengers (2007) (Film)
- Boogeyman 2 (2007) (Film)
- The Staircase Murders (2007) (TV Movie)
- Legend of the Seeker (2008-2009) (serial TV)
- Leverage (2008-2011) (serial TV)
- Patagonia (2010) (Film)
- Spartacus: Blood and Sand (2010) (serial TV)
- Spartacus: Gods of the Arena (2011) (serial TV)
- Spartacus: Vengeance (2012) (serial TV)
- Spartacus: War of the Damned (2013) (serial TV)
- Curse of Chucky (2013) (Video)
- The Librarians (2014-) (serial TV)
- Pay the Ghost (2015) (Film)
- Ash vs Evil Dead (2015-2018) (serial TV)
- Disjointed (2017–18) (serial TV)
- Cult of Chucky (2017) (Video)
- Bad Samaritan (2018) (Film)
- Mr. Iglesias (2019) (TV series)
- Chucky (2021) (serial TV)
- Evil Dead: The Game (2022) (Joc video)